# オレグ・シャトフ
オレグ・アレクサーンドロヴィチ・シャトフ（ロシア語: Олег Александрович Шатов, ラテン文字転写: Oleg Aleksandrovich Shatov, 1990年7月29日 - ）は、ロシア・スヴェルドロフスク州、ニジニ・タギル出身の元サッカー選手。現役時代のポジションはMF。

## 来歴

### クラブ
1990年、スヴェルドロフスク州のニジニ・タギルにて生まれ7歳の頃にサッカーを始める。グリゴリー・イヴァノフ(FCウラル・スヴェルドロフスク・オブラストの社長でもある)が社長を務めるフットサルクラブのヴィズ-シーナラに入団。2007年、ロシア・ファーストディビジョン(実質2部)のFCウラル・スヴェルドロフスク・オブラストに移籍し、2年目からレギュラーとして出場。2010年11月19日、地元メディア(ジャーナリスト)による投票とファンによる投票で1位に選ばれ、チーム最優秀選手に選出された。FCウラルではリーグ戦124試合に出場して16得点を挙げた。
2012年2月4日、FCアンジ・マハチカラへ4年契約で移籍した。
2013年8月16日、FCゼニト・サンクトペテルブルクへの移籍が決定した。
2020年7月29日、FCルビン・カザンに移籍した。
2022年2月1日、FCウラル・スヴェルドロフスク・オブラストに復帰した。

### 代表
2010年11月16日、U-21フランス代表との親善試合でU-21ロシア代表デビューをした。2013年2月6日、アイスランド代表との親善試合で46分にアレクサンドル・アニュコフとの交代でA代表デビューを果たし、66分にA代表初得点を記録した。

## 所属クラブ
- ヴィズ-シーナラ 2006
- FCウラル・スヴェルドロフスク・オブラスト 2007-2012
- FCアンジ・マハチカラ 2012-2013
- FCゼニト・サンクトペテルブルク 2013-2020
  -  FCクラスノダール 2018 (loan)
- FCルビン・カザン 2020-2021
- FCウラル・スヴェルドロフスク・オブラスト 2022-2023

## 代表歴

### 出場大会
- ロシア代表
  - 2014 FIFAワールドカップ

### 試合数
- 国際Aマッチ 28試合 2得点（2013年-2016年）[7]

| ロシア代表 | 国際Aマッチ | 国際Aマッチ |
| 年         | 出場        | 得点        |
| ---------- | ----------- | ----------- |
| 2013       | 3           | 1           |
| 2014       | 10          | 1           |
| 2015       | 7           | 0           |
| 2016       | 8           | 0           |
| 通算       | 28          | 2           |

## タイトル
FCゼニト・サンクトペテルブルク
- ロシアプレミアリーグ : 2014-15, 2018-19, 2019-20
- ロシア・カップ : 2016, 2019-20
- ロシア・スーパーカップ : 2015, 2016